# Alice Borton
Pour les articles homonymes, voir Borton.
Alice Borton, née en 1855 et morte en 1926, est une compositrice britannique.

## Biographie
Alice Borton a composé plusieurs mélodies dont certaines ont été publiées comme Binding sheaves, Hark ! how merrily birds ou encore Oh ! how blest. Elle compose aussi des pièces pour piano dont un Andante et rondo avec orchestre, ou une Suite dans le style ancien, pour piano.